# Ruddalens IP (fotboll)
Ruddalens IP är en fotbollsarena i stadsdelen Ruddalen i Västra Frölunda i Göteborg. Ruddalens IP har läktare med en publikkapacitet på 3 000 åskådare. Arenan har sedan 2003 konstgräs som underlag.
I anslutning till fotbollsarenan finns flera andra idrottsanläggningar, se Ruddalens idrottscentrum.
Ruddalens IP är hemmaplan för fotbollsklubbarna Västra Frölunda IF, Utsiktens BK, Assyriska BK, Slottsskogen/Godhems IF och Kaverös BK. Den första matchen på Ruddalens IP spelades 27 april 1985 då Västra Frölunda IF mötte IFK Malmö.
Ett flertal allsvenska säsonger har spelats på arenan med Västra Frölunda IF som hemmalag. Under 2014 avbröts en match då arenan fick utrymmas på grund av en mindre brand i ett proppskåp för eljuset.
2015 spelade Utsiktens BK i Superettan på Ruddalens IP, vilket skedde efter dispens från Svenska Fotbollförbundet. Arenan planeras under 2016[uppföljning saknas] förses med ny konstgräsplan med planvärme samt få läktarna ombyggda.
Utsiktens BK spelar numera i Superettan och spelar numera på BK Häckens hemmaarena Bravida Arena sedan Ruddalens IP inte blev godkänd för spel i vare sig Superettan eller i Allsvenskan.